# Indianapolis 500 1977

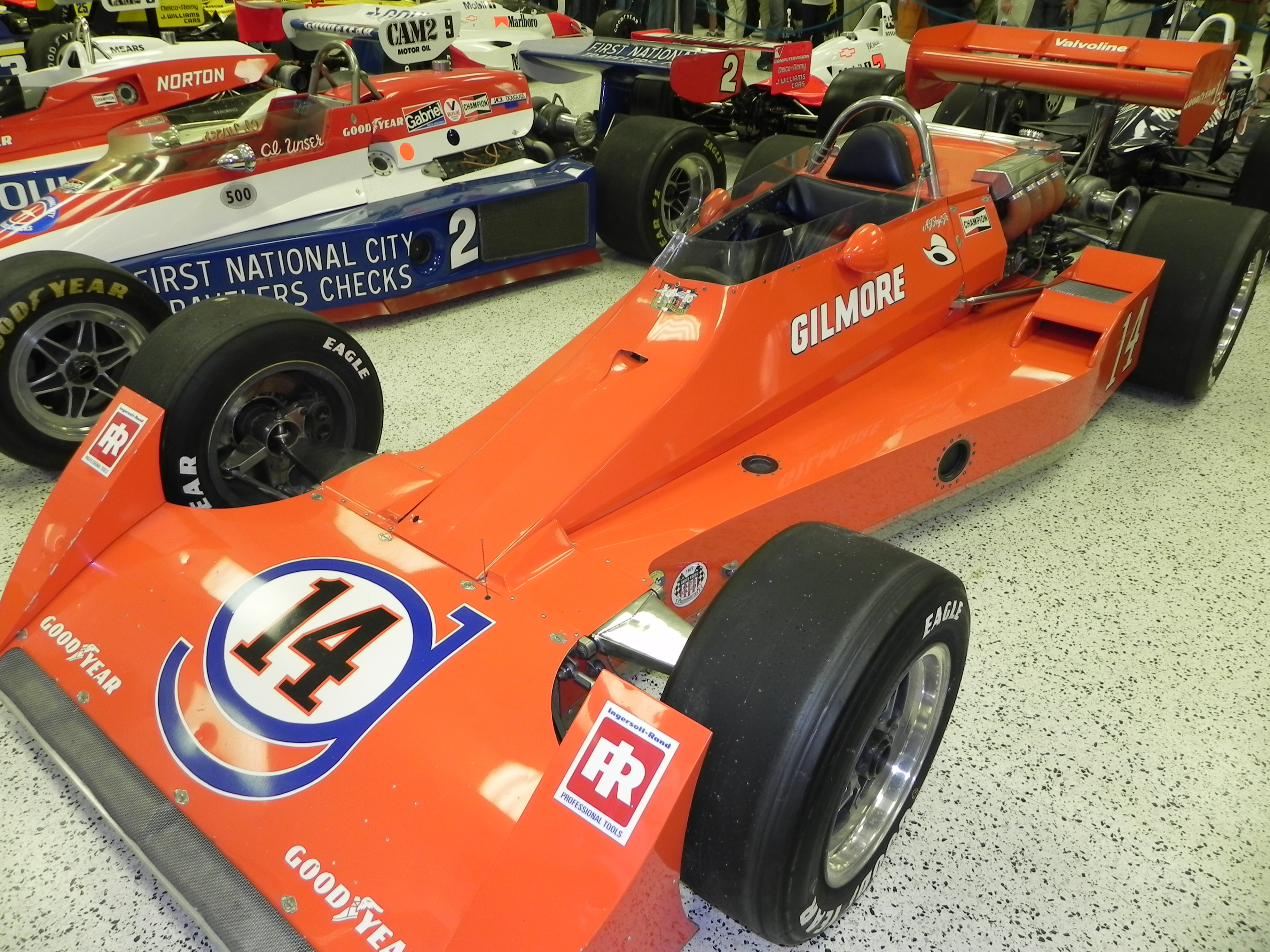
Coyote 75, Siegerwagen von A. J. Foyt

Das 61. Indianapolis 500 (offiziell 61st 500 Mile International Sweepstakes) auf dem Indianapolis Motor Speedway fand am 29. Mai 1977 statt.

## Das Rennen
Das Rennen ging über eine Distanz von 200 Runden à 4,023 km, was einer Gesamtdistanz von 804,672 km entspricht. Aus der Pole Position startete Tom Sneva (Team Penske) mit einer Vierrunden-Durchschnittszeit von 3:01.01 Min. oder 198,884 mph (320,073 km/h). Die schnellste Runde im Rennen drehte Danny Ongais (Interscope Racing) in 46,71 Sekunden (192,678 mph). Das Rennen war der fünfte Lauf zur USAC-Saison 1977.

## Ergebnisse

### Startaufstellung
| Reihe | Innen | Innen              | Innen                                 | Mitte | Mitte              | Mitte                     | Außen | Außen              | Außen                     |
| ----- | ----- | ------------------ | ------------------------------------- | ----- | ------------------ | ------------------------- | ----- | ------------------ | ------------------------- |
| 1     | 8     | Vereinigte Staaten | Tom Sneva 198,884 mph (ø vier Runden) | 6     | Vereinigte Staaten | Bobby Unser 197,618       | 21    | Vereinigte Staaten | Al Unser 195,950          |
| 2     | 14    | Vereinigte Staaten | A. J. Foyt 194,563                    | 20    | Vereinigte Staaten | Gordon Johncock 193,517   | 9     | Vereinigte Staaten | Mario Andretti 193,353    |
| 3     | 25    | Vereinigte Staaten | Danny Ongais 193,040                  | 48    | Vereinigte Staaten | Pancho Carter 192,452     | 5     | Vereinigte Staaten | Mike Mosley 190,064       |
| 4     | 40    | Vereinigte Staaten | Wally Dallenbach sr. 189,563          | 60    | Vereinigte Staaten | Johnny Parsons 189,255    | 97    | Vereinigte Staaten | Sheldon Kinser 189,076    |
| 5     | 18    | Vereinigte Staaten | George Snider 188,976                 | 78    | Vereinigte Staaten | Bobby Olivero 188,452     | 86    | Vereinigte Staaten | Al Loquasto 187,647       |
| 6     | 36    | Vereinigte Staaten | Jerry Sneva 186,616                   | 2     | Vereinigte Staaten | Johnny Rutherford 197,325 | 11    | Vereinigte Staaten | Roger McCluskey 190,992   |
| 7     | 10    | Vereinigte Staaten | Lloyd Ruby 190,840                    | 73    | Vereinigte Staaten | Jim McElreath 187,715     | 98    | Vereinigte Staaten | Gary Bettenhausen 186,596 |
| 8     | 24    | Vereinigte Staaten | Tom Bigelow 186,471                   | 84    | Vereinigte Staaten | Bill Vukovich II 186,393  | 65    | Vereinigte Staaten | Lee Kunzman 186,384       |
| 9     | 92    | Vereinigte Staaten | Steve Krisiloff 184,691               | 27    | Vereinigte Staaten | Janet Guthrie 188,403     | 29    | Kanada             | Cliff Hucul 187,198       |
| 10    | 16    | Vereinigte Staaten | Bill Puterbaugh 186,800               | 38    | Schweiz            | Clay Regazzoni 186,047    | 17    | Vereinigte Staaten | Dick Simon 185,615        |
| 11    | 42    | Vereinigte Staaten | John Mahler 185,242                   | 58    | Kanada             | Eldon Rasmussen 185,119   | 72    | Vereinigte Staaten | Bubby Jones 184,938       |

### Schlussklassement
Wetter: bewölkt, 30°
| Pos. | Nr. | Name                                                | Chassis           | Motor        | Zeit/Rückstand              | Start |
| ---- | --- | --------------------------------------------------- | ----------------- | ------------ | --------------------------- | ----- |
| 1    | 14  | A. J. Foyt (W)                                      | Coyote 75         | Foyt V-8     | 3:05:57.16 Std. 161,331 mph | 4     |
| 2    | 8   | Tom Sneva                                           | McLaren M24       | Cosworth DFX | 28,63 Sek.                  | 1     |
| 3    | 21  | Al Unser (W)                                        | Parnelli VPJ-6B   | Cosworth DFX | 199 Rd.                     | 3     |
| 4    | 40  | Wally Dallenbach sr.                                | Wildcat MK 2      | DGS          | 199                         | 10    |
| 5    | 60  | Johnny Parsons                                      | Wildcat MK 2      | DGS          | 193                         | 11    |
| 6    | 24  | Tom Bigelow                                         | Watson 77         | Offenhauser  | 192                         | 22    |
| 7    | 65  | Lee Kunzman                                         | Eagle 74          | Offenhauser  | 191                         | 24    |
| 8    | 11  | Roger McCluskey                                     | Lightning 77      | Offenhauser  | 191                         | 18    |
| 9    | 92  | Steve Krisiloff                                     | Eagle 72          | Offenhauser  | 191                         | 25    |
| 10   | 36  | Jerry Sneva (R)                                     | McLaren M16B      | Offenhauser  | 187                         | 16    |
| 11   | 20  | Gordon Johncock (W)                                 | Wildcat MK 2      | DGS          | 184 (Kurbelwelle)           | 5     |
| 12   | 16  | Bill Puterbaugh                                     | Eagle 73          | Offenhauser  | 170 (Ventile)               | 28    |
| 13   | 58  | Eldon Rasmussen                                     | RasCar-Atlanta 74 | Foyt V-8     | 168                         | 32    |
| 14   | 42  | John Mahler abgelöst von Larry Cannon (Rd. 150–157) | Eagle 72          | Offenhauser  | 157                         | 31    |
| 15   | 48  | Pancho Carter                                       | Eagle 72          | Offenhauser  | 156 (Motor)                 | 8     |
| 16   | 98  | Gary Bettenhausen                                   | Dragon 76         | Offenhauser  | 138 (Kupplung)              | 21    |
| 17   | 84  | Bill Vukovich II                                    | Coyote 74         | Foyt V-8     | 110 (Heckflügel)            | 23    |
| 18   | 6   | Bobby Unser (W)                                     | Lightning 77      | Offenhauser  | 94 (Öl-Leck)                | 2     |
| 19   | 5   | Mike Mosley                                         | Lightning 77      | Offenhauser  | 91 (Getriebe)               | 9     |
| 20   | 25  | Danny Ongais (R)                                    | Parnelli VPJ-6B   | Cosworth DFX | 90 (Defekt)                 | 7     |
| 21   | 72  | Bubby Jones (R)                                     | Eagle 74          | Offenhauser  | 78 (Ventile)                | 33    |
| 22   | 29  | Cliff Hucul (R)                                     | McLaren M16E      | Offenhauser  | 72 (Getriebe)               | 27    |
| 23   | 73  | Jim McElreath                                       | Eagle 74/76       | AMC          | 71 (Turbolader)             | 20    |
| 24   | 18  | George Snider                                       | Wildcat MK 1      | DGS          | 65 (Ventile)                | 13    |
| 25   | 78  | Bobby Olivero (R)                                   | Lightning 77      | Offenhauser  | 57 (Motor)                  | 14    |
| 26   | 9   | Mario Andretti (W)                                  | McLaren M24       | Cosworth DFX | 47 (Defekt)                 | 6     |
| 27   | 10  | Lloyd Ruby                                          | Lightning 77      | Offenhauser  | 34 (Unfall)                 | 19    |
| 28   | 86  | Al Loquasto                                         | McLaren M16C      | Offenhauser  | 28 (Defekt)                 | 15    |
| 29   | 27  | Janet Guthrie (R)                                   | Lightning 76      | Offenhauser  | 27 (Getriebe)               | 26    |
| 30   | 38  | Clay Regazzoni (R)                                  | McLaren M16C      | Offenhauser  | 25 (Benzin-Leck)            | 29    |
| 31   | 17  | Dick Simon                                          | Vollstedt 77      | Offenhauser  | 24 (Kühlung)                | 30    |
| 32   | 97  | Sheldon Kinser                                      | Dragon 76         | Offenhauser  | 14 (Motor)                  | 12    |
| 33   | 2   | Johnny Rutherford (W)                               | McLaren M24       | Cosworth DFX | 12 (Getriebe)               | 17    |

(W)=früherer Gewinner / (R)=Rookie / alle Starter auf Goodyear-Reifen / Gelbphasen: 5 für 22 Rd.

### Führungsrunden
| Fahrer           | Team                  | Anzahl |
| ---------------- | --------------------- | ------ |
| Gordon Johncock  | Patrick Racing        | 129    |
| A. J. Foyt       | Gilmore Racing Team   | 46     |
| Al Unser         | Parnelli Jones Racing | 17     |
| Tom Sneva        | Team Penske           | 3      |
| Georg Snider     | Longhorn Racing       | 2      |
| Bobby Unser      | Fletcher Racing       | 2      |
| Bill Vukovich II | Gilmore Racing Team   | 1      |